# Grand Prix Formule 1 van Australië 1993
De Grand Prix Formule 1 van Australië 1993 werd gehouden op 7 november 1993 in Adelaide.

## Uitslag
| Positie | Nummer | Rijder             | Team                  | Ronden | Tijd/Opgave     | Startplaats | Punten |
| ------- | ------ | ------------------ | --------------------- | ------ | --------------- | ----------- | ------ |
| 1       | 8      | Ayrton Senna       | McLaren-Ford          | 79     | 1:43:27.476     | 1           | 10     |
| 2       | 2      | Alain Prost        | Williams-Renault      | 79     | +9.259          | 2           | 6      |
| 3       | 0      | Damon Hill         | Williams-Renault      | 79     | +33.902         | 3           | 4      |
| 4       | 27     | Jean Alesi         | Ferrari               | 78     | +1 Ronde        | 7           | 3      |
| 5       | 28     | Gerhard Berger     | Ferrari               | 78     | +1 Ronde        | 6           | 2      |
| 6       | 25     | Martin Brundle     | Ligier-Renault        | 78     | +1 Ronde        | 8           | 1      |
| 7       | 10     | Aguri Suzuki       | Arrows-Mugen-Honda    | 78     | +1 Ronde        | 10          |        |
| 8       | 6      | Riccardo Patrese   | Benetton-Ford         | 77     | Benzinesysteem  | 9           |        |
| 9       | 26     | Mark Blundell      | Ligier-Renault        | 77     | +2 Rondes       | 14          |        |
| 10      | 9      | Derek Warwick      | Arrows-Mugen-Honda    | 77     | +2 Rondes       | 17          |        |
| 11      | 14     | Rubens Barrichello | Jordan-Hart           | 76     | +3 Rondes       | 13          |        |
| 12      | 20     | Érik Comas         | Larrousse-Lamborghini | 76     | +3 Rondes       | 21          |        |
| 13      | 4      | Andrea de Cesaris  | Tyrrell-Yamaha        | 75     | +4 Rondes       | 15          |        |
| 14      | 19     | Toshio Suzuki      | Larrousse-Lamborghini | 74     | +5 Rondes       | 24          |        |
| 15      | 29     | Karl Wendlinger    | Sauber                | 73     | Remmen          | 11          |        |
| NF      | 30     | Jyrki Järvilehto   | Sauber                | 56     | Ongeluk         | 12          |        |
| NF      | 23     | Jean-Marc Gounon   | Minardi-Ford          | 34     | Spin            | 22          |        |
| NF      | 11     | Mika Häkkinen      | McLaren-Ford          | 28     | Remmen          | 5           |        |
| NF      | 5      | Michael Schumacher | Benetton-Ford         | 19     | Motor           | 4           |        |
| NF      | 3      | Ukyo Katayama      | Tyrrell-Yamaha        | 11     | Spin            | 18          |        |
| NF      | 15     | Eddie Irvine       | Jordan-Hart           | 10     | Ongeluk         | 19          |        |
| NF      | 12     | Johnny Herbert     | Lotus-Ford            | 9      | Ophanging       | 20          |        |
| NF      | 24     | Pierluigi Martini  | Minardi-Ford          | 5      | Versnellingsbak | 16          |        |
| NF      | 11     | Pedro Lamy         | Lotus-Ford            | 0      | Ongeluk         | 23          |        |

## Wetenswaardigheden
- Alain Prost stopte na dit seizoen. Ayrton Senna omarmde op het podium zijn eeuwige rivaal.
- Senna pakte zijn enige pole-position van het seizoen. Het was ook zijn laatste race voor McLaren.
- Voor Riccardo Patrese was dit de laatste race. Hij had het record voor meeste GP starts (256) op zijn naam. Rubens Barrichello verbrak dat record in de Grand Prix Formule 1 van Turkije 2008.

## Statistieken
| Pole-position | Ayrton Senna | McLaren-Ford     | 1:13.371 |
| Snelste ronde | Damon Hill   | Williams-Renault | 1:15.381 |

## Noot
- Dit was de tiende podiumplaats voor Damon Hill.
- Vierde wereldtitel voor Alain Prost en voor een Franse coureur. Hiermee was Prost pas de tweede coureur die minstens vier maal wereldkampioen was geworden, na Juan Manuel Fangio (1956).

1949 · 1985 · 1986 · 1987 · 1988 · 1989 · 1990 · 1991 · 1992 · 1993 · 1994 · 1995 · 1996 · 1997 · 1998 · 1999 · 2000 · 2001 · 2002 · 2003 · 2004 · 2005 · 2006 · 2007 · 2008 · 2009 · 2010 · 2011 · 2012 · 2013 · 2014 · 2015 · 2016 · 2017 · 2018 · 2019 · 2020 · 2021 · 2022 · 2023 · 2024 · 2025